# Julius Wahl
Julius Wahl (Krefeld, 1878-1955) est un facteur de clavecins allemand d'origine, établi aux États-Unis.
Né en Allemagne, Julius Wahl a émigré en Amérique du Nord avec ses parents en 1891.
Il a commencé sa carrière comme facteur de pianos à Boston chez Chickering's de 1905 à 1911, pendant la période ou Arnold Dolmetsch y collaborait pour développer la construction de clavecins. 
Il a ensuite été conservateur de la collection d'instruments anciens rassemblés par Belle Skinner à Holyoke (un des noyaux de la future collection d'instruments de musique de l'université Yale). 
Vers la fin des années 1930, il visita la Californie avec son épouse et décida de s'y établir, à Los Altos, comme facteur de clavecins. Il a toujours travaillé seul, sans prendre d'apprenti, et réalisa au total une quarantaine d'instruments (clavecins à un ou deux claviers, virginals, épinettes, clavicordes). Tout était fait à la main et très soigné, mais sans trop se soucier d'authenticité ou de respect de la facture traditionnelle : caisse massive, plectres en cuir durci, registration par pédales, ou par genouillères.
En son temps, Julius Wahl était le seul facteur de clavecins établi aux États-Unis avec John Challis.